# Chambre de commerce et d'industrie de Saône-et-Loire
 (avril 2012).
Si vous disposez d'ouvrages ou d'articles de référence ou si vous connaissez des sites web de qualité traitant du thème abordé ici, merci de compléter l'article en donnant les références utiles à sa vérifiabilité et en les liant à la section « Notes et références ».

Logo

La chambre de commerce et d'industrie de Saône-et-Loire est la CCI du département de Saône-et-Loire. Son siège est à Mâcon place Gérard Genevès.
Elle possède quatre bureaux à Mâcon, Chalon-sur-Saône, Charolles et Ecuisses et 3 permanences à Louhans, Autun et Tournus.
Le 1er février 2021, elle fusionne avec la Chambre de commerce et d'industrie de la Côte-d'Or Dijon Métropole pour devenir la CCI Métropole de Bourgogne.

## Rôle des CCI
La CCI de Saône-et-Loire est composée de chefs d’entreprises du département, élus tous les 5 ans au suffrage universel par leurs pairs. Ces élus sont représentatifs des entreprises, quelle que soit leur taille, des secteurs de l’industrie, du commerce et des services.
C'est un établissement public de l'État. Elle représente les intérêts des 18 400 entreprises commerciales, industrielles et de services de Saône-et-Loire auprès des pouvoirs publics et accompagne les entreprises dans leur développement, à travers 4 métiers principaux : la formation initiale et continue, l'appui et le conseil, l'information économique et l'aménagement du territoire. Elle gère en outre des équipements au profit de ces entreprises.
Comme toutes les CCI, elle est placée sous la double tutelle du ministère de l'Industrie et du ministère des PME, du Commerce et de l'Artisanat.
Elle fait partie d'un réseau d'établissements publics locaux, régionaux et national qui compte 148 chambres de commerce et d'industrie locales et 21 chambres régionales de commerce et d'industrie. Elle est représentée par l'CCI France au niveau national et par la chambre de commerce et d'industrie de région Bourgogne-Franche-Comté au niveau régional. Avec 270 salariés, un budget annuel de 26 millions d'euros et 18 400 entreprises ressortissantes, la CCI de Saône-et-Loire est la première CCI de Bourgogne et la 30e en France.

### Service aux entreprises
- Centre de formalités des entreprises (4 en Saône-et-Loire)
- Formalités à l'exportation
- Point A (apprentissage)
- Création d'entreprise (du projet à l'immatriculation)
- Appui et conseil aux entreprises du commerce, de l'industrie et des services
- Formation initiale et continue, en alternance et en apprentissage
- Information économique et assistance[2]
- Aménagement du territoire

### Gestion d'équipements
- Aproport : 
  - Port de Mâcon ;
  - Port de Chalon-sur-Saône ;

### Centres de formation
- École de Gestion et de Commerce Bourgogne Campus de Chalon-sur-Saône ;
- Espace Emploi-Formation à Mâcon ;
- Média Pôle à Chalon.
- CFA Automobile à Mâcon
- CIFA Jean Lameloise à Mercurey (en partenariat avec la chambre de Métiers et de l'Artisanat)

## Historique
Elle a été créée en 2005, à la suite de la fusion des CCI de Mâcon et de Chalon-sur-Saône.
En 2021, elle fusionne avec la Chambre de commerce et d'industrie de la Côte-d'Or Dijon Métropole pour devenir la CCI Métropole de Bourgogne.

## Patrimoine
Dans les locaux de la chambre de commerce de Mâcon est conservé un tableau du peintre mâconnais Honoré Hugrel (1880-1944), intitulé Le Chevrier sicilien (peint avant 1932), désormais protégé au titre des Monuments historiques.

## Pour approfondir